# Notyliopsis beatricis
Notyliopsis es un género monotípico de orquídeas epifitas. Su única especie: Notyliopsis beatricis P.Ortiz, Orquideologia 20: 184 (1996) es originaria de Colombia.

## Descripción
E una orquídea  de pequeño tamaño,  epífita, que prefiere el clima cálido. Tiene un solo pseudobulbo envueltos por vainas no foliaceas. Florece a finales del otoño en una corta inflorescencia axilar y racemosa con pocas flores. 

## Distribución y hábitat
Se encuentra en el Chocó y Valle del Cauca en Colombia, en los estados de la cordillera occidental de los Andes colombianos en elevaciones de alrededor de 1300 metros.

## Taxonomía
Notyliopsis beatricis fue descrita por Pedro Ortiz Valdivieso y publicado en Orquideología; Revista de la Sociedad Colombiana de Orquideología 20(2): 184, t, f. 1996.